# Сан Чезарео
Сан Чеза̀рео (на италиански: San Cesareo) е град и община в Централна Италия, провинция Рим, регион Лацио. Разположен е на 312 m надморска височина. Населението на общината е 14 410 души (към 2010 г.).